# Korisnici MiG-21 u svijetu
MiG-21 je uz MiG-29 bio najpoznatiji izvozni lovac sovjetske proizvodnje. Uz Sovjetski Savez, koristile su ga ili ga još uvijek koriste članice bivšeg Varšavskog pakta, kao i druge komunističke zemlje koje nisu bile članice tog saveza, npr. SFR Jugoslavija.
Uz Europu, taj lovac koristio se i u azijskim i afričkim zemljama koje su imale komunistički režim te na Kubi kao saveznici SSSR-a.
S vremenom je avion došao i u "zapadne ruke", odnosno najprije u Izrael tokom Šestodnevnog rata, da bi lovci potom bili brodom bili dostavljeni u SAD.
Iako su američka testiranja pokazala da se radi o veoma pokretnom lovcu, MiG-21 imao je loše karakteristike, zbog čega su novi avioni znali biti otpisani iz uporabe nakon 10 – 15 godina službe. Iako se danas ti lovci više ne proizvode, svejedno ih koriste zračne snage velikih zemalja (u vojnom smislu), npr. Indija, Egipat i Sjeverna Koreja.
Ova lista ne uključuje licencnu kopiju Chengdu J-7 koju je proizvodila NR Kina na temelju aviona MiG-21 i njegovih nacrta koje je zemlja kupila od Sovjetskog Saveza.

## Postojeći korisnici MiG-21

### Azerbajdžan
Azerbajdžan koristi 12 MiG-21 lovaca, koji su kupljeni od Ukrajine. Njih 5 nalazi se u bazi Kyurdamir. Lovci će biti zamijenjeni s 48 MiG-29 zrakoplova.

### Bugarska
Od 1963. do 1990. Bugarska je naručila 224 MiG-21 zrakoplova. Svega njih 36 u službi je bugarskih ratnih snaga. 12 modela MiG-21F-13 dostavljeno je 1963. Svi lovci su nadograđeni u MiG-21F-13R standard 1974. Nakon toga, tri lovca su se srušila, a preostalih devet je umirovljeno 1988. godine.
1965. dostavljeno je 12 lovaca MiG-21PF. Četiri lovca izgubljena su u nesrećama, a ostalih osam je umirovljeno 1991. godine. 1965. dostavljeno je i 12 modela MiG-21PFM.
Tokom 1977. i 1978. isporučeno je 32 lovca koji su bili sovjetski viškovi, dok su 1986. dostavljena još dva MiG-a.
Kao sovjetska zaliha, isporučeno je i četiri MiG-21PFS modela te 46 MiG-21PFM modela. Od te brojke, njih sedam je izgubljeno u nesrećama, a četiri su prodana Nigeriji. Posljednji aktivni zrakoplovi iz te narudžbe, povučeni su 1992. godine.
Šest modela MiG-21R isporučeno je 1969., a umirovljeni su 1995. 15 modela MiG-21M naručeno je 1970. a umirovljeno 1990. Tokom 1974. i 1975. isporučeno je 20 MiG-21MF modela. 1995. njih sedam nadograđeno je u MiG-21MFR standard. Svi lovci iz te narudžbe povučeni su iz uporabe 2000. godine.
1983. isporučeno je 30 MiG-21bis izdeliye 75B ("Fishbed-N") modela. Takve modele koristilo je i Hrvatsko ratno zrakoplovstvo. Dodatnih šest komada isporučeno je 1985. 36 primjeraka MiG-21bis izdeliye 75A ("Fishbed-L") isporučeno je iz sovjetskih AF zaliha 1990. godine.
12 lovaca MiG-21bis izdeliye 75B ostalo je u službi u 1. eskadronu 3 IAE.
Jednosjed MiG-21U izdeliye 66-400 isporučen je 1966., dok je 1969. isporućen jednosjed MiG-21US. Godinu potom, 1970., isporučeno je još četiri MiG-21US lovaca.
Između 1974. i 1982. isporučeno je 27 modela MiG-21UM. Nekoliko njih ostaje u operativnoj službi te su nadograđeni na MiG-21UM-2 standard.
Dijelovi bugarskog ratnog zrakoplovstva u kojem se koristi MiG-21 (sastav iz 1992.):
- 2. ratni eskadron / 15. ratna pukovnija – baza Ravnets – MiG-21bis (izdeliye 75A) i MiG-21UM
- 3. ratni eskadron / 15. ratna pukovnija – baza Ravnets – MiG-21bis (izdeliye 75A) i MiG-21UM
- 1. ratni eskadron / 19. ratna pukovnija – baza Graf Ignatievo – MiG-21bis (izdeliye 75B)
- 2. ratni eskadron / 19. ratna pukovnija – baza Graf Ignatievo – MiG-21bis (izdeliye 75B)
- 1. izviđačka eskadrila / 26. ratna pukovnija – baza Dobrich – MiG-21MFR
- 12. borbena obukovna pukovnija (Kamenets) – MiG-21PFM i MiG-21UM

Dio bugarskog ratnog zrakoplovstva u kojem se koristi MiG-21 (sastav iz 2007.):
- 1. eskadrila / 3. ratna zračna baza – baza Graf Ignatievo – 12 MiG-21bis (izdeliye 75B) i MiG-21UM-2.[3]

### Egipat
Egiptu je 1967. dostavljeno 235 MiG-21 lovaca (MiG-21F-13, MiG-21PF, MiG-21PFM) i 40 MiG-21U aviona namijenjenih za trening i obuku. Gotovo svi uništeni su u Šestodnevnom ratu protiv Izraela. Kraj ovog kratkotrajnog rata "preživjelo" je max. 10 aviona.
1970. isporučeno je 75 MiG-21PFS. Nakon toga, uslijedila je isporuka 12 MiG-21M, 110 MiG-21MF, 24 MiG-21US, i nekoliko MiG-21UM. Također, Egiptu je dostavljeno i 80 kineskih J-7 lovaca (kineska licencna kopija MiG-21 lovaca).
Dijelovi egipatskog ratnog zrakoplovstva u kojem se koristi MiG-21 (sastav iz 2007.):
- 104. ratna brigada – baza El Mansoura
  - 45. eskadron – MiG-21MF
  - 49. eskadron – MiG-21MF
- nepoznata brigada – baza Aswan
  - nepoznati eskadron – MiG-21MF.

### Etiopija
48 MiG-21MF i MiG-21UM dostavljeno je Etiopiji od 1977. do 1978. Prema izvješćima, u Etiopiju je od 1982. do 1983. dostavljeno između 50 i 150 MiG-21 lovaca.
30 MiG-21bis (izd. 75A) dostavljeno je između 1986. i 1988. Od te brojke, još je aktivno 18 lovaca. Jedan od razloga tome je, što su uvođenjem Su-27, neki MiG-ovi povučeni iz službe. Etiopija sveukupno koristi 18 lovaca i 6 trenera.
Dijelovi etiopskog ratnog zrakoplovstva u kojem se koristi MiG-21 (sastav iz 2007.):
- 3. zračna pukovnija – baza Dire Dawa
- nepoznata zračna pukovnija – baza Debre Zeyit.

### Hrvatska
Hrvatsko ratno zrakoplovstvo korisnik je MiG-21 zrakoplova. Tri lovca MiG-21bis, hrvatski vojni piloti "oteli" su Jugoslavenskom ratnom zrakoplovstvu, no dva od njih su izgubljeni u borbama.
Hrvatska je od Ukrajine 1995. kupila 40 lovaca MiG-21bis i MiG-21UM. Od te brojke, u službu je uvedeno 16 MiG-21bis i 4 MiG-21UM. Ostali avioni su rastavljeni zbog rezervnih dijelova. U Rumunjskoj je 2003. godine, 8 MiG-21bis lovaca nadograđeno na MiG-21bis-D standard a 4 MiG-21UM na MiG-21UMD standard.
Dijelovi Hrvatskog ratnog zrakoplovstva u kojem se koristi MiG-21 (sastav iz 2003.):
- 91. zrakoplovna baza  / 21. eskadrila lovačkih zrakoplova – zračna luka Pleso, Zagreb,
- 92. zrakoplovna baza / 22. eskadrila lovačkih zrakoplova – baza Pula.

### Indija
Indiji je 1963. dopremljena prva narudžba od 8 MiG-21F-13. 1964. dostavljeno je još 2 MiG-21F-13 i 2 MiG-21PF. MiG-21FL dizajnirala je tvrtka Mikoyan s ciljem da ispuni indijski zahtjev, te je to bila prva verzija koja se licencno proizvodila u indijskoj tvornici HAL.
Prije početka indijske samostalne gradnje, 54 MiG lovaca je izrađeno i testirano u SSSR-u, a onda su rastavljeni i brodom poslani u Indiju gdje su natrag sastavljeni.
Prvi u potpunosti izrađen MiG za potrebe indijskih zračnih snaga, napravljen je 1970. godine. Tako je Indija izradila 205 MiG-21FL lovaca, od čega je njih 196 u potpunosti izrađeno u Indiji. Posljednji takav model izrađen u Aziji, povučen je iz službe 2005.
1971. Indiji je isporučeno 65 MiG-21M, dok 1973. zemlja dobiva dozvolu da proizvodi poboljšanu inačicu u Indiji, pod oznakom MiG-21MF (Type 88). Ta dozvola vrijedila je do 1981. godine te je proizvedeno 158 lovaca indijske proizvodnje. Važno je spomenuti da indijski HAL MiG-21MF (Type 88) nije isti kao sovjetski MiG-21MF (Izdeliye 96) koji je proizveden za izvoz u druge zemlje.
Narudžba od 75 MiG-21bis izdeliye 75A isporučena je 1977., dok je 1984. u Indiji samostalno proizvedeno 220 takvih lovaca.
1996. između Indije i Rusije sklopljen je ugovor o nadogradnji 125 MiG-21bis (uz mogućnost opcije o nadogradnji još 50 lovaca) kako bi se vijek trajanja aviona proširio do 2017. Prve dvije nadogradnje izvšene su u tvornici Sokol u Rusiji, a ostatak u Indiji (tvornica HAL). Tako je nadogradnja 94 lovaca dovršena 2006. Nadograđeni modeli poznati pod nazivom MiG-21UPG u konačnici su postali MiG-21 Bison.
1997. dostavljeno je 45 MiG-21U lovaca, koji su izrađeni u proizvodnim serijama izdeliye 66-400 i izdeliye 66-600, uključujući i 5 lovaca koji su kupljeni od Ukrajine.
Tokom 1990-ih Indiji je dostavljeno 70 MiG-21UM aviona, uključujući neke iz istočne Europe tokom 1990-ih.
Dijelovi indijskog ratnog zrakoplovstva u kojem se koristi nadograđeni MiG-21 Bison lovac:
- 3. eskadron "Cobras"
- 4. eskadron "Oorials"
- 15. eskadron "Flying Lances"
- 21. eskadron "Ankush"
- 23. eskadron "Cheetahs"
- 24. eskadron "Hunting Hawks"
- 26. eskadron "Warriors"
- 32. eskadron "Thunderbirds"
- 35. eskadron "Rapiers"
- 37. eskadron "Black Panthers"
- 45. eskadron "Flying Daggers"
- 51. eskadron "Sword Arms".[1]

### Jemen
Ujedinjenjem Sjevernog i Južnog Jemena, oformljene su zajedničke Jemenske zračne snage. U službu tih zračnih snaga ušli su MiG-21 lovci od bivših država – Jemenske Arapske Republike i Narodne Demokratske Republike Jemen.
Procjenjuje se da je Jemen 2006. imao na raspolaganju 21 MiG-21MF lovaca, dok neki izvori navode brojku od 60 lovaca i 12 aviona namijenjenih treningu i obuci. Treći pak izvori navode da Jemen koristi MiG-21bis lovce, no ti izvori su neutemeljeni. U konačnici, nije poznato s koliko aktivno sposobnih MiG-21 aviona Jemen raspolaže.
Dijelovi jemenskog ratnog zrakoplovstva u kojem se koristi MiG-21:
- 6. eskadron – baza Al Hudaydah – MiG-21MF, MiG-21bis, MiG-21UM,
- 26. eskadron – baza Ta'izz – MiG-21MF, MiG-21bis, MiG-21UM.

### Kambodža
Kambodžanske zračne snage korisnici su 19 rabljenih MiG-21bis (izdeliye 75B) i 3 MiG-21UM zrakoplova. Modeli 21-bis dostavljeni su 1982. iz Sovjetskog Saveza, a 21UM iz Bugarske, iste godine.
Kambodža ima planove o modernizaciji zrakoplova u Izraelu, ali zasad su svega jedan MiG-21bis i MiG-21UM nadograđeni na standard MiG-21-2000.
Dio kambodžanskog ratnog zrakoplovstva u kojem se koristi MiG-21:
- ratni eskadron – baza Phnom Penh – MiG-21bis i MiG-21UM.[6]

### Kuba
1962. godine kubanskim Revolucionarnim zračnim snagama, (špa. Fuerza Aerea Revolucionaria) dostavljno je 40 MiG-21F-13 i 2 MiG-21U. 1964. dostavljeni su MiG-21PF lovci, u dovoljnom broju da čine jedan eskadron. 5 MiG-21U (izd. 66-600) isporučeno je 1966.
U razdoblju između 1966. i 1967. Kubi je dostavljeno 24 ili 36 MiG-21PFM. 12 MiG-21R dostavljeno je 1968. Iste godine započela je isporuka 20 MiG-21UM. 
16 MiG-21MF isporučeno je između 1972. i 1974. godine. Neki od tih MiG-21MF lovaca kasnije su prodani Angoli. 80 MiG-21bis (izd. 75A) lovaca dostavljeno je 1981.
Prema kubanskim izvorima, Revolucionarne zračne snage su zaprimile ukupno 270 različitih varijanti MiG-21 lovca. Danas je operativno 12 MiG-21bis i 6 MiG-21UM
Dijelovi kubanskog ratnog zrakoplovstva u kojem se koristi MiG-21 (sastav iz 1990.):
- 1. Brigada de Guardia "Batalla de Sta Clara"
  - 11. Regimiento de Caza – baza Santa Clara
    - 111. eskadron
    - 112. eskadron
- 2. Brigada de Guardia "Playa Girón"
  - 22. Regimiento de Caza – baza Baracoa
    - 221. eskadron
    - 222. eskadron
- Brigada de Guardia "Cuartel Moncada"
  - 31o Regimiento de Caza. baza Camagüey
    - 311. eskadron
    - 312. eskadron.

Od 2007. zadatke zračnih snaga obavljaju sljedeći dijelovi Dijelovi kubanskog ratnog zrakoplovstva u kojem se koristi MiG-21:
- UM1724 Regimiento de Intercepción – baza Holguín
  - UM3710 Escuadrone de Intercepción – 6 MiG-21bis i 3 MiG-21UM
- UM1779 Regimiento de Caza – baza San Antonio de los Baños
  - UM4748 Escuadrone de Intercepción – 6 MiG-21bis i 3 MiG-21UM
- Tehnička specijalistička škola "Jurij Gagarin" – baza Ciudad Libertad – 1 MiG-21bis

### Libija
U Libiju je 1975. dostavljeno 25 MiG-21UM trenažna aviona, nakon čega je uslijedila isporuka 50 MiG-21MF aviona, koji su trebali poslužiti za trening i opremanje "Palestinskih zračnih snaga", jednog dana kada Izrael bude okupiran.
Budući da do toga nije došlo, zrakoplove su koristile Libijske zračne snage, dok je 30 MiG-21MF aviona poslano u Siriju 1982. godine.
Od 1980., u libiju je dostavljeno 94 MiG-21bis (izdeliye 75A) lovaca. Prema izvještajima izraelskih obavještajaca, 2006. je 33 lovaca iz te narudžbe još bilo u aktivnoj službi.
Dio libijskog ratnog zrakoplovstva u kojem se koristi MiG-21:
- 1021. eskadron – zračna baza Gamal Abdel Nasser – Tobruk – MiG-21bis lovci i MiG-21UM trenažni avioni[1]

### Mali
Maliju je 1974. iz Sovjetskog Saveza dostavljeno 12 MiG-21bis izdeliye 75B lovaca i 2 MiG-21UM. Iz Češke su 2005. dostavljena 2 MiG-21MF, zajedno s još jednim MiG-21UM avionom.
Danas su u Maliju u uporabi još tri MiG-21 lovca koji su kupljeni od Češke.

### Rumunjska
U Rumunjsku je 1962. i 1963. dostavljeni 24 MiG-21F-13, koji su povučeni 1976., ali službeno nisu otpisani sve do 1993. godine. Isporuka modela MiG-21PF započela je 1965., te je isporučeno 38 aviona. Zrakoplovi su u Rumunjskoj službi imenovani kao MiG-21RFM (rum. Radar Fortaj Modernizat). Zrakoplovi su povučeni početkom 1990-ih, dok su 1999. rastavljeni i u potpunosti otpisani.
Prvi MiG-21PFM dostavljen je u zemlju 1966. godine. Nakon toga isporučeno je 29 takvih lovaca iz proizvodne serije izdeliye 94A te 23 lovaca za nuklearni napad, iz serije izdeliye 94N. Obje varijante u Rumunjskoj su imenovane pod oznakom MiG-21RFMM. Posljednji primjerci tih lovaca umirovljeni su 2002. te su zamijenjeni nadograđenim modelima MiG-21 Lancer A.
11 MiG-21R, pod lokalnom oznakom MiG-21C (Cercetare) dostavljeno je 1968., dok su iz službe povučeni 1998. godine. 1969. započela je isporuka 60 MiG-21M, a 1972. isporuka 71 MiG-21MF aviona.
MiG-21M zrakoplovi nadograđeni su u MiG-21 Lancer A standard, dok su MiG-21MF lovci nadograđeni u MiG-21 Lancer C standard. Ukupno je napravljeno 73 Lancer A i 26 Lancer C nadogradnji, te su ti zrakoplovi i danas u službi Rumunjskog ratnog zrakoplovstva.
U Rumunjskoj su svi modeli dvosjedi koji služe za trening vojnih pilota označeni kao MiG-21DC (rum. Dubla Comanda). Prvi dvosjedi MiG-21U dostavljeni su 1965. te su proizvedeni u seriji izdeliye 66-400. Nakon toga je uslijedile tri isporuke dvosjeda iz proizvodne serije izdeliye 66-600.
Od 1969. dostavljeno je 14 MiG-21US, dok je 31 MiG-21UM bilo isporučeno 1972. i 1980. Od toga,je 14 aviona nadograđeno na MiG-21 Lancer B standard.
Dijelovi rumunjskog ratnog zrakoplovstva u kojem se koristi MiG-21 (podaci iz 2007.):
- 71. zračna baza – baza Câmpia Turzii
  - 711. ratni eskadron – Lancer A i B
  - 712. ratni eskadron – Lancer B i C
- 86. zračna baza – baza Borcea
  - 861. ratni eskadron – Lancer B i C
  - 862. ratni eskadron – Lancer A i B
- 95. zračna baza – baza Bacǎu
  - 951. ratni eskadron – Lancer A, B i C
  - 205. eskadron za trening i obuku – Lancer A i B.

Jedina "aktivnost" rumunjskog MiG-21 lovca bila je kada je model AF MiG-21MF oborio helikopter IAR 330 rumunjske vojske.

### Sirija
Siriji je 1965. dostavljeno 40 ili 45 MiG-21F-13, dok je 1966. dostavljeno 36 MiG-21PF. Prije početka Šestodnevnog rata između Izraela i arapskim zemalja, Sirija je 1967. izgubila šest F-13. Za vrijeme trajanja samog rata, Sirija je pretrpjela uništenje 32 od 60 modela F-13 i PF.
Ti gubici nadoknađeni su budućim isporukama aviona iz Sovjetskog Saveza, kao i 4 MiG-21F-13 kupljena od Čehoslovačke i 10 od Mađarske.
Od 1968. u zemlju je dostavljeno 100 MiG-21PFM i MiG-21PFS, kao i 6 MiG-21R tokom 1970-ih. 61 MiG-21MF dostavljen je između 1971. i 1973., no Sirija je doživjela masovne avionske gubitke. Naime, tokom Jom Kipurskog rata uništeno je 180 aviona, različitih verzija MiG-21. Ti gubici rezultirali su sirijskom kupnjom dodatnih 75 MiG-21MF od Sovjetskog Saveza.
Tokom samog Jom Kipurskog rata, Sirija je od Istočne Njemačke kupila 12 MiG-21M.
Procjenjuje se da je tokom Libanonskog rata 1982., Sirija je izgubila 54 MiG-21 i MiG-23 zrakoplova. Ti gubici rezultirali ponovnom kupnjom MiG-21 lovaca od Sovjetskog Saveza. Tokom 1980-ih Sirija je od SSSR-a kupila 198 MiG-21bis.
Tokom 1960-ih u Siriju je dostavljeno oko 8 MiG-21U trenera, dok je oko 1973. godine dostavljeno 20 trenera MiG-21UM.
U konačnici, dok jedni izvori spominju brojku od 200 lovaca, drugi izvori tvrde da Sirija ima 142 aktivno sposobna MiG-21 lovca u svojim zračnim snagama.
Dijelovi sirijskog ratnog zrakoplovstva u kojem se koristi MiG-21 (informacije iz 2008.)
- 8. eskadron – baza Deir ez-Zor – MiG-21MF i MiG-21UM
- 12. eskadron – baza Tabqa – MiG-21MF i MiG-21UM
- 679. eskadron – baza Hama – MiG-21MF i MiG-21UM
- 680. eskadron – baza Hama – MiG-21MF i MiG-21UM
- 825. eskadron – baza Al Qusayr – MiG-21bis
- 945. eskadron – baza Khalkhalah – MiG-21bis
- 946. eskadron – baza Khalkhalah – MiG-21bis
- nepoznti eskadron – baza Dumayr – MiG-21.

### Sjeverna Koreja
Zračne snage Sjevernokorejske narodne armije raspolažu s najmanje 300 MiG-21 aviona, uključujući i njih 30 proizvedenih u Kini.
Od 1966. do 1967. dostavljeno je 80 MiG-21F-13 aviona. Od 1968. do 1971. isporučeno je 65 MiG-21PFM aviona, dok je 1974. isporučeno još 24 komada.
Dijelovi sjevernokorejskog ratnog zrakoplovstva u kojem se koristi MiG-21 (podaci iz 2007.):
- jedan eskadron u sastavu 46. zračne pukovnije – baza Wonsan
- tri eskadrona u sastavu 56. zračne pukovnije – baza Toksan – J-7B, MiG-21PFM i MiG-21bis (nije poznato koriste li se lovci u mješovitom sastavu)
- jedan eskadron u sastavu 60. zračne pukovnije – baza Pukch'ang
- tri eskadrona u sastavu 86. zračne pukovnije – baza Koksan – MiG-21PF i MiG-21U
- tri eskadrona u sastavu nepoznate zračne pukovnije – baza Hwangju – MiG-21PF i MiG-21U
- nepoznata zračna pukovnija za izviđanje i elektroničko ratovanje.

Iako je malo poznato o zračnim snagama Sjevernokorejske narodne armije, poznat je podatak da je njihov MiG-21PFM lovac oborio američki CH-47 helikopter, 14. srpnja 1977. Također, sjevernokorejski MiG-21 avioni imali su ulogu u Vijetnamskom ratu. Tako je jedan MiG-21 oborio F-4 Phantom avion američkih zračnih snaga 31. kolovoza 1967. Sljedeće godine, 14. siječnja 1968. oboren je još jedan avion američkih zračnih snaga – F-105D. Mjesec dana kasnije, 12. veljače 1968. oboren je još jedan F-4 Phantom američke mornarice.
Prema podacima američkih obavještajnih službi, Sjeverna Koreja je 1977. imala na raspolaganju 120 MiG-21 lovaca, no 1983. ta brojka je dramatično smanjena na svega 50 lovaca. Kako bi se situacija poboljšala, 1985. dostavljeno je 150 MiG-21PFM i MiG-21MF. Iz Kirgistana je 1999. dostavljeno 38 MiG-21bis izdeliye 75A aviona.
Prema jednoj procjeni, Sjeverna Koreja ima 150 aktivno sposobnih MiG-21 zrakoplova. U zemlju je isporučeno 50 MiG-21 trenera različitih varijanti, od čega je njih 30 još uvijek u službi zračnih snaga.

### Srbija
Srbija je veliku većinu MiG-21 aviona "naslijedila" raspadom SFRJ, a kasnije i prestankom postojanja Srbije i Crne Gore kao državno-pravne tvorevine. Zemlja trenutno raspolaže s 30 MiG-21, od čega je možda njih petnaest operativno. Od petnaest MiG-ova, dva su nadograđena.
Reorganizacijom iz 2007., MiG-21 se koristi u sljedećim dijelovima srpskog ratnog zrakoplovstva:
- 204. zračna baza – Batajnica
  - 101. ratni eskadron
  - 1. izviđačka formacija.

### Uganda
Tokom ranih 1970-ih, u Ugandu je dostavljeno 18 MiG-21MF lovaca i 3 MiG-21U. Sedam aviona uništeno je tokom izraelskog napada na Entebbe 1976. godine, a ostatak je uništen ili "zarobljen" tokom rata protiv Tanzanije 1979.
U mjestu Entebbe još se mogu vidjeti olupine oborenih MiG-21 lovaca od Ugande.
1999. Ugandi je od Poljske dostavljeno 6 MiG-21bis izdeliye 75A i 1 MiG-21UM. Jedan zrakoplov izgubljen je u nesreći, a ostatak se i dalje koristi u ugandskim zračnim snagama koje se zovu "Borbena jedinica".

### Vijetnam
Vijetnamu je 1965. dostavljeno 20 ili 30 MiG-21F-13 lovaca, dok je 1966. dostavljeno 30 primjeraka posebne varijante MiG-21PFL namijenjene Vijetnamu. Neki povjesničari smatraju da pri oznaci MiG-21PFV, slovo V označava Vijetnam.
Nakon toga, 1968. u Vijetnam je dostavljeno 100 ili 110 MiG-21PFM. Dvije godine potom, 1970. Vijetnam kupuje 60 MiG-21MF, dok je 1979. započela isporuka nekoliko serija MiG-21bis izdeliye 75B, dok je 2005. od Poljske kupljeno 18 MiG-21bis modela iz proizvodne serije izdeliye 75A (među kupljenih 18 primjeraka bilo je i nekoliko MiG-21UM).
Vijetnamu je isporučen i nepoznati broj svih MiG-21 trener varijanti. Većinu trenera čini varijanta MiG-21UM. Iz Ukrajine je kupljeno 6 MiG-21UM.
Neka izvješća upućuju na to da Vijetnam u službi zračnih snaga ima 180 MiG-21bis i najmanje 24 MiG-21UM.
Dijelovi vijetnamskog ratnog zrakoplovstva u kojem se koristi MiG-21 (podaci iz 2007.):
- 370. zračna divizija
  - 929. zračna pukovnija – baza Da Nang
  - 935. zračna pukovnija – baza Biên Hòa
- 371. zračna divizija
  - 921. zračna pukovnija – baza Hanoi
  - 927. zračna pukovnija – baza Kep
  - 931. zračna pukovnija – baza Yên Bái
- 372. zračna divizija
  - 933. zračna pukovnija – baza Kiến An
- zrakoplovna akademija
  - 920. zračna pukovnija – baza Phù Cát
  - 932. zračna pukovnija – baza Phù Cát.

### Zambija
Zambijske zračne snage i Zambijska protu-zračna obrana bili su korisnici MiG-21 zrakoplova.
Zambija je 1976. naručila 14 MiG-21bis lovaca i 2 MiG-21UM aviona za trening i zračne vježbe. Danas su u upotrebi 8 lovaca i 2 trenažna aviona koji su 1997. i 1998. nadograđivani u Izraelu.

## Bivši korisnici MiG-21

### Afganistan
Zračnim snagama Demokratske Republike Afganistan je 1973. isporučeno 40 MiG-21F-13 (izd. 74) a od 1979. 70 MiG-21MF (izd. 96F), 50 MiG-21bis (izd. 75A i 75B) te 6 MiG-21UM (izd. 69A). Isporuka manjeg broja zrakoplova od SSSR-a je otkazana. To je bila isporuka za modele MiG-21PFS (izd. 94A) i MiG-21PFM (izd. 94A).
Padom komunističke vlasti u Afganistanu, i dolaskom talibana, mnogi MiG-ovi 21 isporučeni su diljem Svijeta za potrebe mnogih ratova. Također, naziv ratnog zrakoplovstva – "Zračne snage Demokratske Republike Afganistan", promijenjen je u "Afganistanske zračne snage islamskog emirata". To ratno zrakoplovstvo imalo je na raspolaganju jedan MiG-21PFM i MiG-21U (izd. 66-400), osam MiG-21MF, pet MiG-21bis i tri MiG-21UM.
Danas su svi ti zrakoplovi otpisani iz uporabe ili uništeni.
Dio afganistanskog ratnog zrakoplovstva u kojem su se koristili MiG-21 (sastav iz kraja 1980-ih):
- 322. ratna pukovnija – baza Bagram
  - četiri eskadrona, gdje je svaki koristio 20 MiG-21MF/bis i 2 MiG-21UM
- 393. ratna pukovnija – baza Mazar-e-Sharif
  - tri eskadrona, gdje je svaki koristio 20 MiG-21MF/PFM/bis i 2 MiG-21UM.

Svoje borbeno djelovanje, afganistanski MiG-ovi su prikazali 1994. i 1995. tokom građanskog rata u zemlji u borbama protiv Sjeverne alijanse. Tada su MiG-ovi uspjeli oboriti jedan protivnički MiG-21, tri Su-22 te još jednog lovca koji je pripadao zračnim snagama Dostum-Gulbuddin.
U tom ratu, Talibanske zračne snage (Afganistanske zračne snage islamskog emirata) oborile su i dva Mil Mi-8 helikoptera Sjeverne alijanse. Iste zračne snage su 1986. koristeći lovac Shenyang J-6 pakistanske vojske i Mirage III, oborile četiri MiG-21 od Dostum-Gulbuddina.
S druge strane, zračne snage Dostum-Gulbuddin, uzvratile su udarac uništenjem jednog MiG-21 i Su-22.

### Alžir
Prva isporuka MiG-21 lovaca Alžirskim zračnim snagama izvršena je 1965. kada je isporučeno 40 lovaca, no 31 lovac je "posuđen" Egiptu 1967. tokom Šestodnevnog rata. Od te brojke, 6 aviona sletjelo je u zračnu bazu koju su Izraelci zarobili. Jedan avion je alžirski pilot uništio, a preostalih pet Izraelci su "zarobili". Izrael je zadržao jedan avion a preostala četiri brodom su poslani u SAD gdje ih je istraživalo Američko ratno zrakoplovstvo.
1966. i 1967. Alžiru je dostavljeno 30 modela MiG-21PF, a nakon toga vjerojatno 40 MiG-21PFM. Zemlji je navodno isporučeno i 6 MiG-21R, no o tome ne postoje informacije. Dostavljeni su i neki MiG-21M i MiG-21MF modeli, te su prema QJJ imenovani u MiG-21MF. Oko 60 MiG-21bis iz serije izdeliye 75A i 75B također je dostavljeno.
Alžir je svoju brojku vojnih aviona povećavao kupujući ih od nekih bivših sovjetskih republika. Tako je od Ukrajine kupljeno 36 MiG-29S. Nakon toga od Bjelorusije je kupljeno 36 lovaca istog modela.
Posljednji MiG-21 povučen je iz uporabe 2003. godine.
Prije 1993. Alžirske zračne snage koristile su MiG-21 u:
11. ratni eskadron – baza Colomb-Béchar
14. ratni eskadron – baza Tindouf – MiG-21PFM/MF
19. ratni eskadron – baza Colomb-Béchar
120. ratni eskadron – baza Aïn Oussera
140. ratni eskadron – baza Ouargla
153. ratni eskadron – baza Bou Sfer
630. ratni eskadron – baza Bou Sfer.
Nakon 1993., MiG-21 koristili su sljedeći dijelovi alžirskog ratnog zrakoplovstva:
113. ratni eskadron – baza Tindouf
143. ratni eskadron – baza Ouargla
153. ratni eskadron – baza Colomb-Béchar
193. ratni eskadron – baza Bou Sfer

### Angola
Prvi lovci MiG-21 dostavljeni su u ožujku 1976. iz SSSR-a. Tada je za potrebe Nacionalnih zračnih snaga Angole (FAPA-DAA) dostavljeno 12 MiG-21MF. Nakon toga dostavljeno je 8 MiG-21F-13 i 2 MiG-21US sa sovjetskim pilotima. 1980. isporučeno je još 12 MiG-21MF i 2 MiG-21US, dok je 1983. dostavljeno 4 MiG-21US i 12 MiG-21bis (izd. 75B).
Lovci su iz službe povučeni 2007., no prema izvještajima, na listi Angolskog ratnog zrakoplovstva nalazi se 18 MiG-21bis i 4 MiG-21UM.
Malo je poznat podatak da su angolski MiG-21 lovci ostvarili dvije "dog-fight" pobjeda (eng. borba između dva vojna aviona). Prva pobjeda ostvarena je 13. ožujka 1976. kada je MiG-21MF angolskih zračnih snaga uspio oboriti Fokker F27 od kongoanske vojske.
Druga pobjeda ostvarena je 3. travnja 1986. kada je angolski MiG-21MF (ili bis model, podatak nije siguran) oborio neprijateljski Lockheed L-100.
S druge strane, četiri angolska MiG-21MF oborena su u dog-fight borbama. Sva četiri lovca oborile su Južnoafričke zračne snage. Prva tri lovca oborio je južnoafrički vojni pilot Johann Rankinn s Mirage F.1CZ vojnim avionom. Prvu pobjedu je pilot Rankin ostvario 6. studenog 1981. a preostale dvije 5. listopada 1982. Četvrti angolski MiG-21 uništen je 5. prosinca 1985. s južnoafričkim lovcem Mirage F.1AZ.
Prije 1993. angolsko ratno zrakoplovstvo koristilo je MiG-21 u:
- 9. ratno-trenažni eskadron (7 MiG-21US i 5 MiG-21UM)
- 24. nastavna pukovnija
- 25. zračna ratna pukovnija
  - 11. ratni eskadron (MiG-21F-13, MiG-21MF i MiG-21bis)
  - 12. ratni eskadron (MiG-21MF i/ili MiG-21bis; 1987. zamijenjeni su s MiG-23ML)
  - 13. ratni eskadron (MiG-21MF i/ili MiG-21bis; 1987. zamijenjeni su s MiG-23ML)
- 26. zračna ratna pukovnija
  - 14. ratni eskadron
  - 15. ratni eskadron
  - 16. ratni eskadron.

### Bangladeš
Bangladešu je 1973. isporučeno 12 MiG-21MF (proizvela ga indijska tvornica HAL na temelju licence). Svi ti avioni danas su povučeni iz uporabe, i umjesto njih, Bangladeš koristi kineske lovce Chengdu J-7.

### Bjelorusija
Bjelorusija je kao bivša članica Sovjetskog Saveza "naslijedila" dio MiG-21 lovaca, no Bjelorusija ih je s vremeno povukla iz uporabe.

### Burkina Faso
Burkini Faso je 1984. isporučeno 8 MiG-21bis (izd. 75A) i 2 MiG-21UM. 1993. godine svi ti lovci postali su ne-operativni.
Dio ratnog zrakoplovstva Burkine Faso koji je koristio MiG-21 lovac (podatak iz 1984.):
- ratni eskadron – baza Ouagadougou – 8 MiG-21bis i 2 MiG-21UM

### Čad
Čadska vojska zarobila je jedan MiG-21 od neprijateljskih snaga, no on je s vremenom povučen iz aktivne službe.

### Čehoslovačka
Raspadom Čehoslovačke, svi MiG-21 avioni "podijeljeni" su između Češke i Slovačke. Prvi model koji se počeo koristiti u tamošnjim zračnim snagama, bio je MiG-21F-13, odnosno tamošnji licencno proizvedeni avioni – Avia S-106. Izgrađeno je 194 takvih čehoslovačkih modela, dok su neki nadograđeni na MiG-21FR standard.
1964. dostavljeno je 40 MiG-21PF, a 1990. svi avioni su povučeni iz uporabe. MiG-21PFM, uključujući i nekoliko "nuklearnih modela" sposobnih za prenošenje i korištenje nuklearnog oružja dostavljeni su između 1966. i 1969.,  dok su 1991. godine svi avioni umirovljeni.
Od 1969. do 1972. Čehoslovačkoj je dostavljeno 25 MiG-21R, a lovci su povučeni iz uporabe u razdoblju od 1992. do 1994. godine. 24 MiG-21M koji su bili dostavljeni Čehoslovačkoj, kasnije su nadograđeni na MiG-21MA standard. Također, zemlji je dostavljeno i 102 MiG-21MF, 11 MiG-21U (tri komada iz proizvodne serije izdeliye 66-400 i osam iz serije izdeliye 66-600), 13 MiG-21US i 32 MiG-21UM.
U rujnu 1963. jedan čehoslovački MiG-21 oborio je američki zrakoplov jer je nedozvoljeno nalazio u zračnom prostoru Čehoslovačke.

### Češka
Češka je sa Slovačkom izvršila raspodjelu MiG-21 aviona, nakon što je početkom 1990-ih došlo do raspada bivše zajedničke države.
10 MiG-21MF Češka je nadogradila na MiG-21MFN standard, kako bi avioni imali NATO standard. Svi ti avioni povučeni su iz aktivne uporabe 2005. kada su zamijenjeni sa švedskim lovcem Saab JAS 39 Gripen.

### Eritreja
Iako je devet etiopskih MiG-21 aviona ostalo u zračnoj luci Asmara od nezavisnosti, ni jedan lovac nisu preuzele Eritrejske zračne snage. Međutim, postoje neutemeljena izvješća da je Eritreja kupila 6 MiG-21 od Moldove.

### Finska
Finske zračne snage koristile su sljedeće modele MiG-21 aviona:
- 26 MiG-21bis Fishbed-N – lovac (od 1977. do 1998.)
- 22 MiG-21F-13 Fishbed-C – lovac (od 1963. do 1986.)
- 2 MiG-21UM Mongol-B – trener (od 1974. do 1998.)
- 2 MiG-21US Mongol-B – trener (od 1981. do 1997.)
- 2 MiG-21UTI Mongol-A – trener (od 1965. do 1997.)

Šest MiG-21bis nadograđeni su na MiG-21bis/T recce standard. Sve MiG-ove koristila je finska zračna postrojba HävLLv 31.

### Gruzija
Dva MiG-21UM zadržala je tvornica Tbilaviamsheni, a kasnije ih je koristilo Gruzijsko ratno zrakoplovstvo.

### Gvineja
Gvineji je 1986. isporučeno 8 MiG-21MF i 1 MiG-21U. Pet aviona poslano je u Rusiju na servis, te su vraćeni u službu u Gvineju. Jedan gvinejski MiG-21 je uništen nakon što je 2007. udario u TV toranj.

### Gvineja Bisau
6 MiG-21MF i 1 MiG-21UM dostavio je SSSR krajem 1980-ih kao proizvodni višak. Svi MiG-ovi su povučeni iz službe.

### Indonezija
20 MiG-21F-13 i 2 MiG-21U izdeliye 66-400 dostavljeni su Indoneziji tijekom pripreme za operaciju TRIKORA u Zapadnoj Novoj Gvineji (danas Papua i Papua Barat).
Zrakoplovi su umirovljeni 1969., a 1970. povučeni su iz aktivne uporabe. Najmanje 13 MiG-21F-13 i 1 MiG-21U "darovani" su SAD-u za potrebe istraživanja i testiranja.

### Irak
Dostava MiG-21 lovaca Iraku započela je 1963. kada je zemlji isporučeno 35 MiG-21F-13. Među tim lovcima bio je i čuveni "007" lovac kojim je irački vojni pilot pobjegao u Izrael, a lovac je kasnije poslan u SAD.
Prvi MiG-21PF dostavljen je 1966. Nepoznat je pouzdani podatak koliko je primjeraka ovog modela Irak kupio. Jedan izvor navodi brojku od 37 lovaca a drugi izvor sugerira na brojku od 90 komada modela PF. Najmanje 10 MiG-21U, 8 MiG-21US i 11 MiG-21UM dostavljeno je Iraku između 1968. i 1985.
1970. godine dostavljeno je 55 MiG-21PFM, no vjeruje se da je Irak kupio preko stotinu tih modela lovaca, ako se uzmu u obzir avioni koji su iz Iraka prebačeni u Egipat i Siriju. Također, postoji pretpostavka da su ti izvori pogrešni, odnosno da su pomiješani PF i PFM modeli MiG-a 21.
1979. Iraku je dostavljeno 15 MiG-21R, dok je 1973. i 1979. isporučeno po 40 MiG-21MF. 1983. dostavljeno je ukupno 61 MiG-21bis (proizvodna serija izdeliye 75A), dok su neki od njih 1990. pronađeni u Dresdenu a četiri u Batajnici. Naime, Irak je u Istočnu Njemačku i SFRJ poslao svoje lovce na remont.
Ratno zrakoplovstvo Istočne Njemačke (a poslije i zajednički Luftwaffe) planiralo je vlastiti višak MiG-21 trenera prodati Iraku, no taj plan je propao nakon iračke invazije na Kuvajt.
Tokom savezničke "Pustinjske oluje" protiv Iraka, dio iračkih vojnih pilota pobjegao je s MiG-21 i MiG-29 lovcima u Iran. Od preostalih MiG-21 aviona, danas niti jedan nije u operativnoj primjeni, te su najvjerojatnije otpisani ili uništeni.

### Iran
Iran je uz 23 kineske licencne kopije Chengdu J-7 i 4 FT-7, naručio i 2 Mig-21PFM i 37 Mig-21F te još 5 Mig-21U i 18 nepoznatih MiG-ova 21. Danas se MiG-21 više ne koristi u Iranskim zračnim snagama.

### Istočna Njemačka
Tokom ujedinjenja Istočne i Zapadne Njemačke, u zajedničke Luftwaffe zračne snage prešlo je 251 MiG-21 aviona, koji su postepeno otpisivani iz uporabe.
U razdoblju od 1962. do 1964., Istočnoj Njemačkoj bilo je dostavljeno 75 MiG-21F-13. Također, zemlja je koristila i: 52 MiG-21PF, 139 MiG-21PFM (83 komada bez topa, lokalna oznaka MiG-21SPS i 56 s topom, lokalna oznaka MiG-21SPS-K), 89 MiG-21M, 68 MiG-21MF, 46 MiG-21bis (14 komada iz proizvodne serije izdeliye 75A i 32 iz proizvodne serije izdeliye 75B), 45 MiG-21U (14 iz proizvodne serije izdeliye 66-400 i 31 iz serije izdeliye 66-600), 17 MiG-21US i 37 MiG-21UM.
Istočno njemačko ratno zrakoplovstvo koristilo je MiG-21 u sljedećim zračnim jedinicama:
- 1. zračna obrambena divizija – baza Cottbus
  - JG-1 – baza Holzdorf – MiG-21MF, MiG-21SPS (PFM), MiG-21UM
  - JG-3 – baza Preschen – MiG-21MF, MiG-21UM
  - JG-7 – baza Drewitz – MiG-21M, MiG-21UM
  - JG-8 – baza Marxwalde – MiG-21bis, MiG-21UM
- 3. zračna obrambena divizija – baza Neubrandenburg
  - JG-2 – baza Neubrandenburg – MiG-21M, MiG-21SPS (PFM), MiG-21UM
- Ratno-bombarderska i zračno-transportna komanda – baza Cottbus
  - TAFS-47 – baza Drewitz – MiG-21M, MiG-21UM
  - TAFS-87 – baza Preschen – MiG-21M, MiG-21UM
- Zračna komanda za trening i obuku pilota – baza Kamenz
  - FAG-15 – baza Rothenburg – MiG-21SPS (PFM), MiG-21U, MiG-21US, MiG-21UM.

### Izrael
Izrael je posjedovao MiG-21 avione koje je zarobio tokom ratovanja s arapskim susjedima, npr. Šestodnevni rat. Također, tu je i poznati "007" MiG-21F-13 kojim je irački pilot Munir Redfa, pobjegao u Izrael 1966. godine. Taj zrakoplov je kasnije poslan brodom u SAD.
Sljedeći MiG-21F-13 dobio je izraelsku brojevnu oznaku. Taj lovac danas se nalazi u muzeju Izraelskih obrambenih i zračnih snaga u sklopu izraelske zračne baze Hatzerim.
Neki od zarobljenih MiG-21 lovaca bili su korišteni unutar Izraelskih zračnih snaga te su tokom 1990-ih uključeni u programe modernizacije. Danas su svi ti avioni danas povučeni iz uporabe.

### Južni Jemen
Narodnoj Demokratskoj Republici Jemen (Južni Jemen) 1971. godine SSSR je isporučio MiG-21F-13 avione. Prema nekim drugim izvještajima, avioni su poslani iz Bugarske. Nezna se točna brojka isporučenih aviona, no zna se da je bilo dovoljno zrakoplova da se formira jedan eskadron.
Tokom kasnih 1970-ih, u Južni Jemen je stigla dodatna količina MiG-21 lovaca i trenera, uključujući MiG-21MF.
Ujedinjenjem Sjevernog i Južnog Jemena, aktivni MiG-ovi prebačeni su u zajedničke Jemenske zračne snage.

### Kina
1961. godine, Zračnim snagama kineske narodne armije isporučeno je 3 MiG-21F-13 a ubrzo još 20 istih lovaca iz SSSR-a. Velika većina te edicije korištena je kao model za izradu licencnih kineskih kopija MiG-21 zrakoplova – Chengdu J-7.
Iako sovjetski lovci nisu bili aktini u kineskoj vojsci, jedan takav lovac je 3. siječnja 1966. oborio bespilotnu letjelicu AQM-34 američke vojske pomoću 57 mm raketa. Sovjetskim lovcem upravljao je kineski vojni pilot Lu Xiangxiao.

### Kirgistan
Znatan broj MiG-21bis i MiG-21UM nalaze se u skladištu pokraj Biškeka, glavnog grada Kirgistana. Naime, Kirgiške zračne snage nemaju namjeru i interes za korištenjem tih lovaca, te su oni ponuđeni na prodaju.

### Laos
13 MiG-21PFM i 2 MiG-21U isporučeni su Laosu 1975. Deset godina poslije, uslijedila je nova isporuka s 10 MiG-21MF. Nijedan od tih aviona danas nijesposoban za letenje.
Također, postoje izvješća da je zemlji 1983. dostavljeno 20 MiG-21bis izdeliye 75A, ali ti avioni nisu pronađeni u Laosu. To najvjerojatnije znači da su i ti lovci povučeni iz uporabe. Uz lovce, Laosu su bili dostavljeni i treneri, i to MiG-21UM.

### Madagaskar
Madagaskar je od Sjeverne Koreje 1978. kupio  MiG-21PFM i 1 MiG-21U. Postoje nepotvrđeni izvještaji o isporuci 12 MiG-21bis izdeliye 75B i najmanje 2 MiG-21UM od Sovjetskog Saveza.
Svi umirovljeni MiG-21 zrakoplovi bili su smješteni u skladištu do 2000. godine.

### Mađarska
Mađarska je bila prva zemlja Varšavskog pakta kojoj je 1961. dostavljeno 12 MiG-21F-13, a nakon toga dodatnih 68 primjeraka tog lovca. Svi ti lovci povučeni su iz uporabe 1980. godine.
U razdoblju od 1964. do 1965. Mađarskoj je isporučeno 24 MiG-21PF, a posljednji primjerci tog aviona povučeni su iz službe u prosincu 1988.
Također, Mađarska je bila jedina članica Varšavskog pakta kojoj nije bio dostavljen ni jedan primjerak modela MiG-21PFM i MiG-21M, nego joj je dostavljeno 50 primjeraka MiG-21MF između 1971. i 1974. 1996. godine svi ti avioni su povučeni iz Mađarskih zračnih snaga.
1977. dostavljeno je 63 MiG-21bis (39 aviona iz proizvodne serije izdeliye 75A i 24 iz serije izdeliye 75B). Svi ti avioni povučeni su 2001. godine.
Od trenerskih varijanti, Mađarska je kupila verzije MiG-21U (12 iz proizvodne serije izdeliye 66-400 i 6 iz serije izdeliye 66-600) i 27 MiG-21UM. Posljednji primjerci tih trenera povučeni su 2001. godine.
Dijelovi mađarskog ratnog zrakoplovstva u kojima se koristio MiG-21 (podaci iz 1991.):
- 31. borbena ratna pukovnija "Kapos"
  - 1. ratni eskadron "Boszorkány" – 10 MiG-21bis, 2 MiG-21UM
  - 2. ratni eskadron "Turul" – 10 MiG-21bis, 2 MiG-21UM
- 47. borbena ratna pukovnija "Pápa"
  - 2. ratni eskadron "Griff" – 10 MiG-21bis, 2 MiG-21UM
- 59. borbena ratna pukovnija "Szentgyörgyi Dezső", Kecskemét
  - 1. ratni eskadron "Puma" – 10 MiG-21MF, 2 MiG-21UM
  - 2. ratni eskadron "Dongó" – 10 MiG-21bis, 2 MiG-21UM.

Dio mađarskog ratnog zrakoplovstva u kojem se koristio MiG-21 (podaci iz 2000.):
- 47. borbena ratna pukovnija "Pápa"
  - 1. ratni eskadron "Sámán" – 12 MiG-21bis (uloga lovca)
  - 2. ratni eskadron "Griff" – 10 MiG-21UM (napadi ciljeva na tlu)

### Mongolija
U razdoblju od 1977. do 1984., Mongoliji je isporučeno 44 MiG-21 aviona. Navodno je između 8 i 12 MiG-21PFM lovaca i 2 MiG-21UM trenera pažljivo uskladišteno u skladištu u zračnoj bazi Nalaikh. U Mongoliji su ti avioni povučeni iz uporabe zbog nedostatka financijskih sredstava i rezervnih dijelova. Također, do danas nije bilo vijesti o eventualnoj re-aktivaciji tih zrakoplova od strane Mongolskih zračnih snaga.

### Mozambik
Mozambik je 1982. od Kube kupio 48 MiG-21bis lovaca. Uz lovce, "dostavljeni" su i kubanski vojni piloti, tokom rata Mozambika protiv RENAMO gerilaca.
Od 1990. godine, svega je 18 aviona bilo operativno. Iste godine postignuto je primirje između Mozambika i tamošnje gerile, te su MiG-21 avioni pohranjeni u skladištima, te su danas zapušteni.
MiG-21 lovci Mozambika ostvarili su svega jednu zračnu pobjedu. 1983. je vojni pilot iz Mozambika oborio jednu južnoafričku bespilotnu letjelicu.

### Namibija
Najmanje 2 MiG-21bis i 1 MiG-21UM dostavljeni su Namibiji 2002. godine, nakon remonta i nadogradnje u Izraelu. Prema podacima iz 2006., Namibija je u svojim zračnim snagama koristila/koristi i 12 Chengdu J-7 lovaca (licencna kineska kopija MiG-21 lovaca).

### Nigerija
5 MiG-21MF i 6 MiG-21UM isporučeno je Nigeriji 1975. godine. Tri aviona je izgubljeno u nesrećama, dok je jedan sačuvan u zračnoj bazi u Abuji.
Kao i u mongolskom primjeru, i u Nigeriji su avioni tokom 1990-ih povučeni iz uporabe zbog nedostatka financijskih sredstava i rezervnih dijelova.
2005. godine, novac koji je Nigerija zaradila prodajom nafte, potrošen je umjesto na renoviranje sovjetskih aviona, na kupnju novih kineskih lovaca Chengdu F-7NI i 3 FT-7NI trenera.

### Njemačka
Ujedinjenjem Istočne i Zapadne Njemačke, MiG-21 avioni iz sastava Istočne Njemačke, prešli su u zajedničke zračne snage Luftwaffe. Svi avioni dobili su registracijske oznake (2x xx), no samo oni lovci koji su bili u aktivnom sastavu Luftwaffe, dobili su serijsku oznaku Luftwaffea zajedno s oslikanim željeznim križem na avionu (2x + xx).

### Poljska
U lipnju 1961. Poljskoj je dostavljen prvi  MiG-21F-13. U razdoblju od 1962. do 1963. dostavljeno je još 24 primjerka te varijante. Svi ti lovci povučeni su 1971. godine, dok je preostalih 12 modela prodano Siriji 1973. godine.
1964. dostavljeno je 84 MiG-21PF, dok je posljednji primjerak tog modela povučen u prosincu 1989. godine. Također, zemlji je isporučeno i 162 MiG-21PFM. Od tih modela, njih 12 je modificirano kao nuklearna varijanta te su koristili oznaku MiG-21PFMN, dok su ostali koristili oznaku MiG-21PFMA. Svi ti avioni su povučeni sredinom 1990-ih, dok su "nuklearni modeli" povučeni 1989.
Između 1968. i 1972. Poljskoj je dostavljeno ukupno 36 MiG-21R, dok je posljednji primjerak umirovljen 2002. U razdoblju između 1969. i 1970. isporučeno je 36 MiG-21M te su i ti modeli povučeni 2002. godine.
Od 1972. Poljskoj je dostavljeno ukupno 120 MiG-21MF, dok je posljednji preostali primjerak umirovljen 2003. godine. 31. prosinca 2003. u Poljskoj je povučen posljednji od 72 MiG-21bis izdeliye 75A modela koje je Poljska imala u svojem ratnom zrakoplovstvu.
Prve trenere, 6 MiG-21U izdeliye 66-400 zemlja je dobila 1965. Tri trenera su izgubljena u nesrećama, dok su preostala tri povučena iz aktivne uporabe 1990. godine.
1966. dostavljeno je 5 MiG-21U izdeliye 66-600, koji su povučeni 1990. 12 MiG-21US dostavljeno je 1969. i 1970., dok je posljednji avion povučen 31. prosinca 2003. godine.
Između 1971. i 1981. Poljskoj je isporučeno 54 MiG-21UM, te su svi povučeni krajem 2003.
15. srpnja 1970., poljski vojni pilot Henryk Osierda, upravljajući MiG-om 21, slučajno je oborio Su-7BKL Čehoslovačkog ratnog zrakoplovstva.

### Republika Kongo
1988. Republici Kongo dostavljeno je 14 MiG-21bis (izd. 75B) i 2 MiG-21UM. Lovci su iz službe povučeni iz uporabe 1997.

### Rusija
Ruske zračne snage bile su raspadom SSSR-a, najveći svjetski korisnik MiG-21 aviona (lovaca i trenera). Danas su MiG-ovi povučeni iz uporabe, te se više ne koriste.

### SAD
Tokom 1960-ih, Sjedinjene Države su imale desetak MiG-21 aviona koji su dobiveni iz različitih izvora. Iako su ti podaci vojna tajna, procurila je informacija da je šest MiG-21F-13 od Alžira sletjelo u egipatsku zračnu bazu. Naime, Alžir je tada Egiptu "posudio" svoje MiG-21 lovce za potrebe Šestodnevnog rata protiv Izraela. Nakon što je tu zračnu bazu zauzela izraelska vojska, četiri MiG-21 aviona je poslano u SAD.
Također, tu je i poznati "007" MiG-21F-13 kojim je irački pilot pobjegao u Izrael, a kasnije je lovac predan SAD-u.
Tokom 1970-ih, indonezijski predsjednik Haji Mohammed Suharto poslao je Sjedinjenim Državama 13 MiG-21F-13. Većina tih aviona nije korištena za potrebe zračnih snaga, nego su rastavljeni i detaljno istraženi.
Tako je u konačnici, svega jedan MiG-21F-13 korišten za potrebe Američkih zračnih snaga. Taj lovac numeriran je brojkom 68-0965 te je intenzivno testiran u programu "Have Doughnut" od 23. siječnja do 8. travnja 1968. Prema nekim informacijama, to nije bio indonezijski MiG-21, nego MiG-21F-13 poznat pod nadimkom "007" kojeg je Izrael dostavio SAD-u. Avion je bio testiran zajedno s drugim zrakoplovima kao što su F-4, F-8 i B-52.
Testiranja su donijela rezultate koji su govorili da se MiG-21F-13 može uspoređivati s tadašnjim lovcima Američkog ratnog zrakoplovstva. Nedostatak sovjetskog lovca bila je mala nosivost i domet, no bio je "veoma pokretan, s odličnim brzinama penjanja i ubrzanja, što ga čini odličnim presretačem". Posebnu pohvalu zaslužio je "bezdimni motor".
Kasniji MiG-21 avioni u američkom "vlasništvu" gotovo sigurno, testirani su nakon 1969. Na jednom takvom testiranju, 26. travnja 1984., srušio se MiG-21M u zračnoj bazi Nellis Range. Vojni pilot, general-poručnik Robert M. Bond je poginuo. Taj događaj zapisan je u izvještaju pod nazivom "Red Hat Squadron".

### SFR Jugoslavija
Za potrebe Jugoslavenskog ratnog zrakoplovstva, u rujnu 1962. dostavljeno je 40 MiG-21F-13 aviona (22501 – 22540), te su dobili lokalnu oznaku L-12. Tajna oznaka je uvedena kako bi se zaštitila vojna tajna dolaska tih zrakoplova u Jugoslaviju što je duže moguće. Posljednji od zrakoplova iz te narudžbe, umirovljen je 1980. godine.
SFRJ nikad nije naručila MiG-21PF model, ali je zato 1968. dostavljeno 36 MiG-21PFM s lokalnom oznakom L-14. Raspadom Jugoslavije, ti lovci prelaze u sastav Ratnog zrakoplovstva SRJ, gdje su povučeni iz službe 1994.
12 MiG-21R s lokalnom oznakom L-14I, dostavljeno je 1968. ili 1969. te su također, raspadom SFRJ, prešli u službu zrakoplovstva SRJ.
25 MiG-21M dostavljeno je 1970. pod oznakom L-15. Jedan od tih aviona bio je prerađen za mogućnost specijalnog prijevoza, te je koristio oznaku L-15I. Preostali MiG-21M kasnije ulaze u sastav SRJ, gdje su povučeni 1996.
6  MiG-21MF dostavljeno je 1975. pod oznakom L-15M. 1977. dostavljeno je 91 MiG-21bis. Avioni izrađeni u seriji izdeliye 75A imali su kodnu oznaku L-17, a oni iz serije izdeliye 75B, oznaku L-17K. Kasnije su ti avioni prešli u sastav SRJ.
1965. Jugoslaviji je isporučeno 4 MiG-21U izdeliye 66-400 (oznaka NL-12), i 14 lovaca iz izdeliye 66-600 (oznaka NL-12M). Svi lovci su povučeni 1991.
1968. dostavljeno je 7 MiG-21US pod oznakom NL-14, te su također povučeni 1991. godine. 25 MiG-21UM isporučeno je 1977. (oznaka NL-16) te su kasnije preneseni u SR Jugoslaviju.
MiG-ovi su se koristili u prvom periodu rata u Hrvatskoj te Bosni i Hercegovini 1991. i 1992., najčešće za napad na ciljeve na zemlji. Ti lovci oborili su helikoptere hrvatske policije i civilne zrakoplove.
7. siječnja 1992., Emir Šišić, pilot Jugoslavenskog ratnog zrakoplovstva, iz 124. ratnog eskadrona, pilotirajući s MiG-21bis, oborio je helikopter AB-205 s predstavnicima Europske unije, pokraj Novog Marofa.
Dijelovi SFRJ ratnog zrakoplovstva u kojem se koristio MiG-21:
- 123. ratni eskadron
- 124. ratni eskadron
- 125. ratni eskadron
- 126. ratni eskadron
- 127. ratni eskadron
- 128. ratni eskadron
- 129. ratni eskadron
- 130. ratni eskadron
- 352. izviđački eskadron
- 353. izviđački eskadron

### SR Jugoslavija
Raspadom SFRJ, u sastav zračnih snaga SR Jugoslavije prešli su lovci MiG-21PFM, MiG-21R, MiG-21M, MiG-21bis i MiG-21UM. Velik broj zrakoplova uništen je tokom NATO bombardiranja zemlje 1999. godine, zbog Rata na Kosovu. Zrakoplovi koji su "preživjeli" bombardiranje, kasnije su prešli u sastav Srbije.
Vrlo malo se zna o aktivnostima MiG-21 lovaca tokom bombardiranja zemlje od strane NATO-a. Jedino je poznata informacija da je jedan MiG-21 24. ožujka 1999. oborio krstareći projektil BGM-109 Tomahawk. Također, srpski i drugi izvori tvrde da su MiG-21bis lovci zračnih snaga SRJ oborili tri albanska J-7 aviona. no vjeruje se da je svega jedan albanski lovac uspješno uništen. Albanija je tada raspolagala s 11 od 12 isporučenih kineskih J-7 lovaca.
Dijelovi SRJ ratnog zrakoplovstva u kojem se koristio MiG-21:
- 83. zrakoplovna ratna pukovnija
  - 123. zrakoplovna ratna pukovnija
  - 124. zrakoplovna ratna pukovnija
  - 130. zrakoplovna ratna pukovnija
- 204. zrakoplovna ratna pukovnija
  - 126. zrakoplovna ratna pukovnija
  - 352. izviđački eskadron

### Sjeverni Jemen
MiG-21 koristile su zračne snage Jemenske Arapske Republike (Sjevernog Jemena) kojima je 1968. isporučen nepoznat broj MiG-21PF lovaca preko Egipta ili Sirije. Nema podataka da li su ti lovci i dalje aktivni.
Nakon kasnije invazije Sjevernog Jemena na Južni Jemen i kasnijih nepredvidivih borbi, SSSR je Sjevernom Jemenu dostavio 45 novih MiG-21MF lovaca i MiG-21UM trenera.
Zanimljivo je napomenuti da je Sovjetski Savez tada radio na prodaji svojih lovaca objema zaraćenim stranama, te istodobno radio na tome da se oba Jemena ujedine.
1990. dolazi do ujedinjenja oba Jemena te su preostali aktivno sposobni MiG-21MF i UM avioni stavljeni na raspolaganje zajedničkih Jemenskih zračnih snaga.

### Slovačka
Raspadom Čehoslovačke, avioni tadašnjih zračnih snaga podijeljeni su između Češke i Slovačke. Tako je Slovačka naslijedila:
- 21 MiG-21F-13 (S-106 avioni čehoslovačke licencne proizvodnje)
- 3 MiG-21PF
- 11 MiG-21PFM
- 8 MiG-21R
- 13 MiG-21MA
- 36 MiG-12MF
- 3 MiG-21U (serijska proizvodnja izdeliye 66-600)
- 2 MiG-21US i
- 11 11 MiG-21UM.

Posljednjih nekoliko MiG-21MF i MiG-21UM povučeno je iz službe 1. siječnja 2003. godine.

### Somalija
Somalski zrakoplovni korpus koristio je 10 MiG-21MF lovaca i 4 MiG-21UM trenera koji su zemlji dostavljeni 1974. godine. Ukupan broj dostavljenih aviona nije poznat, ali mnogi izvori tvrde da je zemlji dostavljeno 45 lovaca i 10 trenera. Svi su uništeni ili oštećeni tijekom Ogaden rata i građanskih ratova u Somaliji.
Osam olupina MiG-21 mogu se vidjeti na aerodromu Mogadišu.

### Sovjetski Savez
Sovjetski Savez bio je zemlja u kojoj je dizajniran i proizveden MiG-21. Samim time SSSR bio je najveći korisnik tih aviona u svijetu. Koristile su ga Sovjetske zračne snage i Sovjetska protuzračna obrana.
Malo je informacija u uspjehu sovjetskih vojnih pilota s MiG-21 aviona. Jedino je poznato da je sovjetski pilot, pukovnik Vadim Petrovič Ščbakov oborio 6 neprijateljskih aviona u Vijetnamskom ratu, tokom kojeg je radio kao instruktor letenja.

### Sudan
Sudanu je 1970. isporučeno 18 MiG-21PF lovaca i 2 MiG-21U izdeliye 66-600 trenera. Nakon toga, godinu potom je uslijedila dostava 18 MiG-21M lovaca i 4 MiG-21US trenera.
1992. godine u službi je bilo aktivno svega sedam lovaca i dva trenera. Avioni su tada bili djelomično upotrebljivi, dok danas više nisu u službi.
12 rabljenih MiG-21 zrakoplova dostavljeno je 2007. iz Ukrajine, jer je sudanska Vlada više preferirala lovce sovjetske proizvodnje nego licencno izrađen kineski Chengdu J-7.
Jedina zračna akcija koju je imao sudanski MiG-21 dogodila se 20. rujna 1972. godine. Tada je nekoliko MiG-21M lovaca somalskih zračnih snaga prizemljilo libijski C-130H avion.

### Tanzanija
1974. godine Sovjetski Savez je Tanzaniji isporučio 14 MiG-21MF i 2 MiG-21UM. Do 1978. izgubljeno je nekoliko aviona. Avioni koji su "preostali", sudjelovali su u ratu protiv Ugande. U tamošnjem ratu, jedan avion su oborile vojne snage Ugande a jedan je uništen u friendly fire (eng. prijateljska vatra – kada se snage jedne vojske zbog loših informacija i/ili loše preglednosti na terenu, međusobno napadnu).
U ratu protiv Ugande, Tanzanija je zarobila 7 ugandskih MiG-21MF i 1 MiG-21U te su stavljeni u službu tanzanijskih zračnih snaga.
1998. kupljeno je četiri rabljena MiG-21MF od Ukrajine, no od 2002. MiG-21 avioni više nisu u aktivnoj službi u Tanzaniji.

### Turkmenistan
Turkmenistanska vojska koristila je 3 MiG-21 lovaca, no danas su oni povučeni iz uporabe.

### Ukrajina
Raspadom Sovjetskog Saveza, Ukrajina nije koristila MiG-21 avione u svojim zračnim snagama, nego ih je obnovila za inozemnu prodaju. Tako je primjerice Ukrajina 1995. prodala 40 MiG-21bis i MiG-21UM zrakoplova Hrvatskoj.

### Zimbabve
Ratno zrakoplovstvo Zimbabvea koristilo je u svojoj službi 48 Mig-21F i 2 Mig-21U Fishbed aviona.

### Civilni korisnici
Neki MiG-21 avioni su/bili su u vlasništvu privatnih sakupljača. Tako su u SAD iz Rusije i drugih zemalja, uvezeni MiG-15, MiG-17 i MiG-21 avioni. Oni su bili prodavani civilima po cijeni od 45.000 USD.